# البحث حول المعمرين
اليحث حول المعمرين هو الشخص المعمر الذي بلغ عمره 100 عام أو أكثر. أصبحت الأبحاث حول المعمرين أكثر شيوعًا مع إجراء الدراسات السريرية والدراسات السكانية العامة الآن في فرنسا والمجر واليابان وإيطاليا وفنلندا والدنمارك والولايات المتحدة والصين. يُعد المعمرون ثاني أسرع فئة سكانية نموًا في معظم دول العالم المتقدم. بحلول عام 2030، من المتوقع أن يكون هناك حوالي مليون شخص من المعمرين في جميع أنحاء العالم. في الولايات المتحدة، وجد تقرير مكتب الإحصاء لعام 2010 أن أكثر من 80 بالمائة من المعمرين هم من النساء.

## العوامل الكيميائية الحيوية
في إيطاليا تشير الأبحاث التي أجريت إلى أن المعمرين الأصحاء لديهم مستويات عالية من فيتامين أ وفيتامين هـ ويبدو أن هذا مهم في ضمان طول العمر الشديد لهم. تتناقض أبحاث أخرى مع هذا الرأي، وقد وجدت أن هذه النتائج لا تنطبق على المعمرين من سردينيا، حيث من المحتمل أن تلعب عوامل أخرى دورًا أكثر أهمية. أظهرت دراسة أولية أجريت في بولندا أنه بالمقارنة مع الإناث الشابات الأصحاء، فإن المعمرين الذين يعيشون في سيليزيا العليا لديهم نشاط أعلى بكثير في إنزيم الجلوتاثيون ريدوكتاز والكاتالاز في خلايا الدم الحمراء ومستويات أعلى، وإن كانت غير ذات أهمية، من فيتامين هـ في المصل. كما وجد الباحثون في الدنمارك أن المعمرين يظهرون نشاطًا مرتفعًا لإنزيم الجلوتاثيون ريدوكتاز في خلايا الدم الحمراء. في هذه الدراسة، كان الأشخاص المعمرون الذين يتمتعون بأفضل القدرات الوظيفية المعرفية والجسدية يميلون إلى أن يكون لديهم أعلى نشاط لهذا الإنزيم . تشير بعض الأبحاث إلى أن المستويات العالية من فيتامين د قد ترتبط بطول العمر. توصلت أبحاث أخرى إلى أن الأشخاص الذين لديهم آباء وأمهات أصبحوا معمرين لديهم عدد متزايد من الخلايا البائية الساذجة. يُعتقد أن المعمرين يمتلكون نمطًا مختلفًا من أديبونيكتين ولديهم نمط ظاهري أيضي مواتٍ مقارنةً بالأفراد المسنين.

## العوامل الوراثية
أجريت أبحاث في الولايات المتحدة تشير أن احتمالية الأشخاص المحتفلين بعيد ميلادهم المائة أكثر إذا وصل شقيقهم أو أختهم إلى هذا السن. هذه النتائج، المستمدة من دراسة المعمرين في نيو إنجلاند في بوسطن، إلى أن شقيق المعمرين من المرجح أن يعيش أكثر من 90 عامًا بأربع مرات أكثر من عامة السكان. في أبحاث أخرى أجرتها دراسة المعمرين في نيو إنجلاند 150 اختلافًا جينيًا يبدو أنها مرتبطة بطول العمر والتي يمكن استخدامها للتنبؤ بدقة تصل إلى 77 بالمائة بما إذا كان شخص ما سيعيش حتى يبلغ 100 عام.
وتشير الأبحاث أيضًا إلى وجود رابط واضح بين العيش حتى سن 100 عام ووراثة نسخة شديدة النشاط من التيلوميراز، وهو إنزيم يمنع الخلايا من الشيخوخة. يقول علماء من كلية ألبرت أينشتاين للطب في الولايات المتحدة أن اليهود الأشكناز الذين يبلغون من العمر مائة عام لديهم هذا الجين المتحور.
يتمكن العديد من المعمرين من تجنب الأمراض المزمنة حتى بعد الانغماس في مخاطر صحية خطيرة طوال حياتهم. على سبيل المثال، شهد العديد من الأشخاص المشاركين في دراسة نيو إنجلاند للمعمرين قرنًا من الزمان خاليًا من السرطان وأمراض القلب على الرغم من تدخين ما يصل إلى 60 سيجارة يوميًا لمدة 50 عامًا. وينطبق الأمر نفسه على سكان أوكيناوا في اليابان، حيث كان لنحو نصف المعمرين تاريخ مع التدخين، وكان ثلثهم يشربون الكحول بانتظام. من الممكن أن يكون هؤلاء الأشخاص يحملون جينات تحميهم من مخاطر المواد المسرطنة أو الطفرات العشوائية التي تظهر بشكل طبيعي عندما تنقسم الخلايا.
إن الأبحاث التي أجريت في كلية ألبرت أينشتاين للطب على كبار السن أن الأفراد الذين شملتهم الدراسة كانت عاداتهم الصحية أقل من ممتازة. على سبيل المثال، كانوا كمجموعة أكثر بدانة، وأقل حركة، ويمارسون التمارين الرياضية بشكل أقل من غيرهم من الفئات العمرية الأصغر سنا. اكتشف الباحثون أيضًا ثلاثة أوجه تشابه غير شائعة في النمط الجيني بين المعمرين: جين واحد يتسبب في ارتفاع مستويات الكوليسترول الحميد بمقدار ضعفين إلى ثلاثة أضعاف عن المتوسط؛ وجين آخر يؤدي إلى قصور الغدة الدرقية بشكل خفيف؛ وطفرة وظيفية في محور هرمون النمو البشري قد تكون بمثابة حماية من الأمراض المرتبطة بالشيخوخة.
ومن المعروف أن أطفال الآباء الذين يتمتعون بعمر طويل من المرجح أيضًا أن يصلوا إلى سن صحية، ولكن لا أحد يعرف السبب، على الرغم من أن الجينات الموروثة ربما تكون مهمة. من المعروف أن التنوع في الجين FOXO3 له تأثير إيجابي على متوسط العمر المتوقع للإنسان، ويوجد بشكل أكثر شيوعًا لدى الأشخاص الذين يعيشون حتى سن 100 عام وما فوق، علاوة على ذلك، يبدو أن هذا صحيح في جميع أنحاء العالم. تشير بعض الأبحاث إلى أن الأطفال الذين تجاوزوا المائة عام هم أكثر عرضة للشيخوخة وهم يتمتعون بصحة قلبية وعائية أفضل من أقرانهم.

## عوامل أخرى
في دراسة أجريت عام 2011 إلى أن الأشخاص الذين يتمتعون بطول عمر استثنائي (95 عامًا أو أكثر) لا يختلفون عن عامة السكان من حيث عوامل نمط الحياة مثل النشاط البدني المنتظم أو النظام الغذائي أو استهلاك الكحول.
وأشارات دراسات أخرى إلى أن ميكروبات الأمعاء التي تحتوي على كميات كبيرة من الميكروبات القادرة على توليد أحماض صفراوية ثانوية فريدة تشكل عنصرًا أساسيًا في طول عمر المعمرين.